# 528 г. пр.н.е.

## Събития

### В Азия

#### В Персийската империя
- Цар на Персийската (Ахеменидска) империя е Камбиз II (530 – 522 г. пр.н.е.).[1]
- През есента царят посещава и отсяда в град Урук.[2]

### В Африка

#### В Египет
- Фараон на Египет е Амасис II (570 – 526 г. пр.н.е).[3]

### В Европа
- В Гърция се провеждат 63-тe Олимпийски игри:
  - Победител в дисциплината бягане на разстояние един стадий става Парменид от Камарина.[4]
  - Състезанието по борба при мъжете е спечелено от Милон от Кротоне за втори път след 532 г. пр.н.е..[5]
- През тази или през пролетта на следващата година умира тиранът на Атина Пизистрат.[6] Той е наследен от синовете си Хипий и Хипарх, благодарение на които тиранията се задържа в града до 510 г. пр.н.е..[7]

## Починали
- Пизистрат, трикратен тиран на Атина